# Simflouz

Signe du Simflouz

Le Simflouz (§), aussi appelé Simoleon ou Simolean en anglais, est une monnaie fictive utilisée dans la plupart des jeux Maxis, comme SimCity et Les Sims. Le Sporeflouz du jeu Spore en est dérivé. Dans le jeu Les Sims 2, il est possible de distinguer nettement les billets de simflouz, qui sont rouge, orange et blanc. Ils possèdent ainsi une similarité avec les billets d'euro, le billet de 20 § ressemble par exemple au billet de 50 €.

## Étymologie
Le nom simflouz est composé des mots Sim, qui désigne les êtres fictifs de la série Les Sims, et flouze, mot argotique français signifiant argent. Le mot flouze est lui-même issu de l'arabe Fils ou Fals, eux-mêmes issus du mot Follis, qui est une pièce de monnaie en bronze sous l'Empire Romain.
Tel qu'il est décrit par Maxis, la signification du mot Simoleon remonte au XVIIIème, alors que les britanniques surnommèrent  "Simon" les pièces de 6 pence. La monnaie française, le Napoléon, influence également la création du nom. Ainsi, le nom de cette monnaie fictive est le croisement du nom des deux monnaies.

## Valeur et usage
Dans les jeux Maxis, le Simflouz est la monnaie du jeu. Dans la série SimCity, il peut être gagné lorsque le joueur perçoit des impôts ou emprunte de l'argent à la banque. Il sert à construire ou à rénover des bâtiments, permettant aux joueurs de développer leur ville. Dans SimCity 4 et SimCity, les Simflouz permettent d'évaluer le niveau de richesse des bâtiments : plus il y a de symboles (§), plus le bâtiment est rentable.
Dans Les Sims, le joueur gagne des simflouz lorsque son Sim perçoit son salaire. Il lui sert alors à subvenir aux besoins de son avatar en lui achetant des objets ou en payant ses factures.  
La valeur de cette monnaie semble différer d'un jeu à l'autre, elle ne reflète pas le coût de la vie réelle. Cela s'explique par le fait que les Sims perçoivent un salaire journalier qui ne correspond à aucune monnaie connue. De plus, la valeur des objets semble liée à leur durée de vie. Une pizza coûte 40§ dans Les Sims 2, quand une voiture coûte aux alentours de 4000§. Plus la durée de vie de l'objet est courte, plus son prix sera faible.  

## Utilisation dans les jeux

### DansLes Sims
Dans Les Sims, les Sims ont la possibilité de choisir une carrière pour pouvoir gagner de l'argent. Selon le métier choisi et le poste occupé, le salaire sera différent. Ainsi, plus le Sim sera haut dans la hiérarchie, plus son salaire sera élevé. Les salaires varient selon les carrières, certaines offrent plus de simflouz mais moins de temps libre et inversement.  Dans le jeu de base, le Show-biz est la carrière qui rapporte le plus une fois que le Sim est arrivé au dernier échelon. Grâce à l'extension de jeu Les Sims : Ça vous change la vie, l'Informatique devient la carrière la plus rentable.
Les Sims ont la possibilité de gagner des simflouz sans travailler. Un Sim qui possède la compétence Créativité peut vendre ses toiles. Le chevalet permet aux Sims de peindre et les peintures peuvent ensuite être vendues. Plus le Sim aura un niveau élevé dans cette compétence, plus ses œuvres vaudront cher. Les enfants des Sims qui reçoivent des bonnes notes peuvent percevoir 100§ de la part de leurs grands-parents.

### DansLes Sims 2
Dans Les Sims 2, le joueur peut gagner de l'argent de la même façon que dans Les Sims. La principale nouveauté est amenée avec l'extension Les Sims 2 : La Bonne Affaire, qui permet aux Sims d'ouvrir leur propre commerce et de vendre toute sorte d'objets. Avec Les Sims 2 : Académie, les Sims peuvent recevoir des pourboires en jouant d'un instrument.
Les Sims peuvent aussi toucher quelques centaines de simflouz grâce aux cartes chances ou hériter d'un Sim si ce dernier meurt de vieillesse.

### DansLes Sims 3
Dans Les Sims 3, le joueur peut gagner des simflouz en utilisant les mêmes procédés que dans Les Sims et Les Sims 2. Toutefois, avec l'extension Les Sims 3 : Ambitions, les Sims peuvent s'inscrire en tant que travailleur indépendant et vivre de l'écriture, de la sculpture, de la musique ou encore de l'informatique. Ils peuvent également acheter un terrain communautaire pour en percevoir les revenus.

### DansLes Sims 4
Dans Les Sims 4, les joueurs pourront gagner de l'argent de la même manière que dans les opus précédents. Cependant, l'accent est mis sur le télétravail et sur la capacité des Sims à gagner de l'argent en restant chez eux. Avec l'extension Les Sims 4 : Heure de Gloire, les Sims pourront devenir vidéaste et réaliser des vidéos depuis leur domicile. Avec l'extension Les Sims 4 : Chiens et Chats, les Sims peuvent adopter un animal pour poster des photos de ce dernier sur les réseaux sociaux pour ainsi percevoir de l'argent.

### DansSimCity
Dans SimCity, le joueur génère des simflouz en récoltant les impôts de sa population. Il peut alors réutiliser cet argent pour construire de nouveaux bâtiments. Il a aussi la possibilité d'emprunter à la banque du jeu.  